# Raml Souk
Raml Souk è un comune dell'Algeria, situato nella provincia di El Tarf.